# Wanderland Schweiz

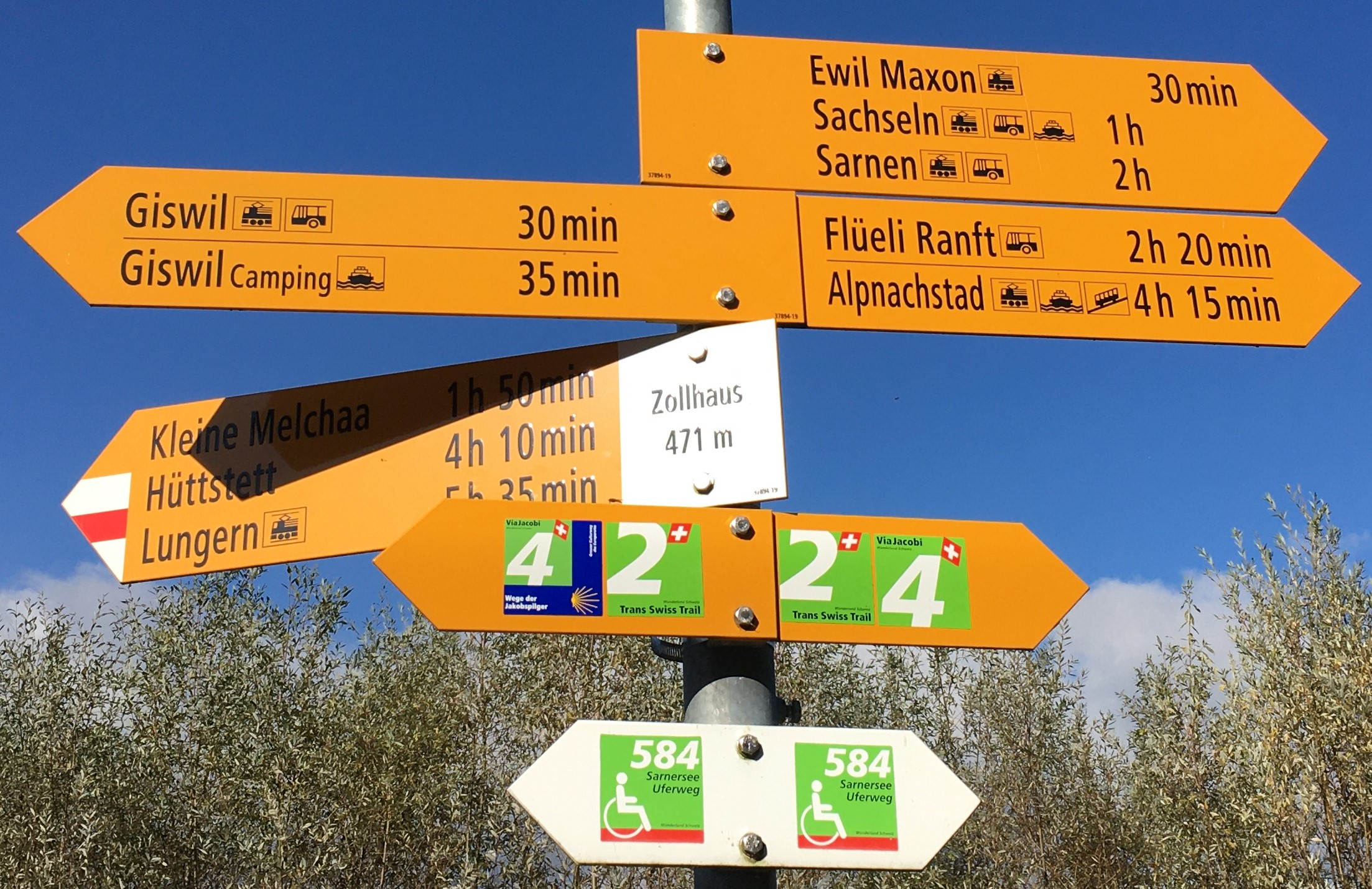

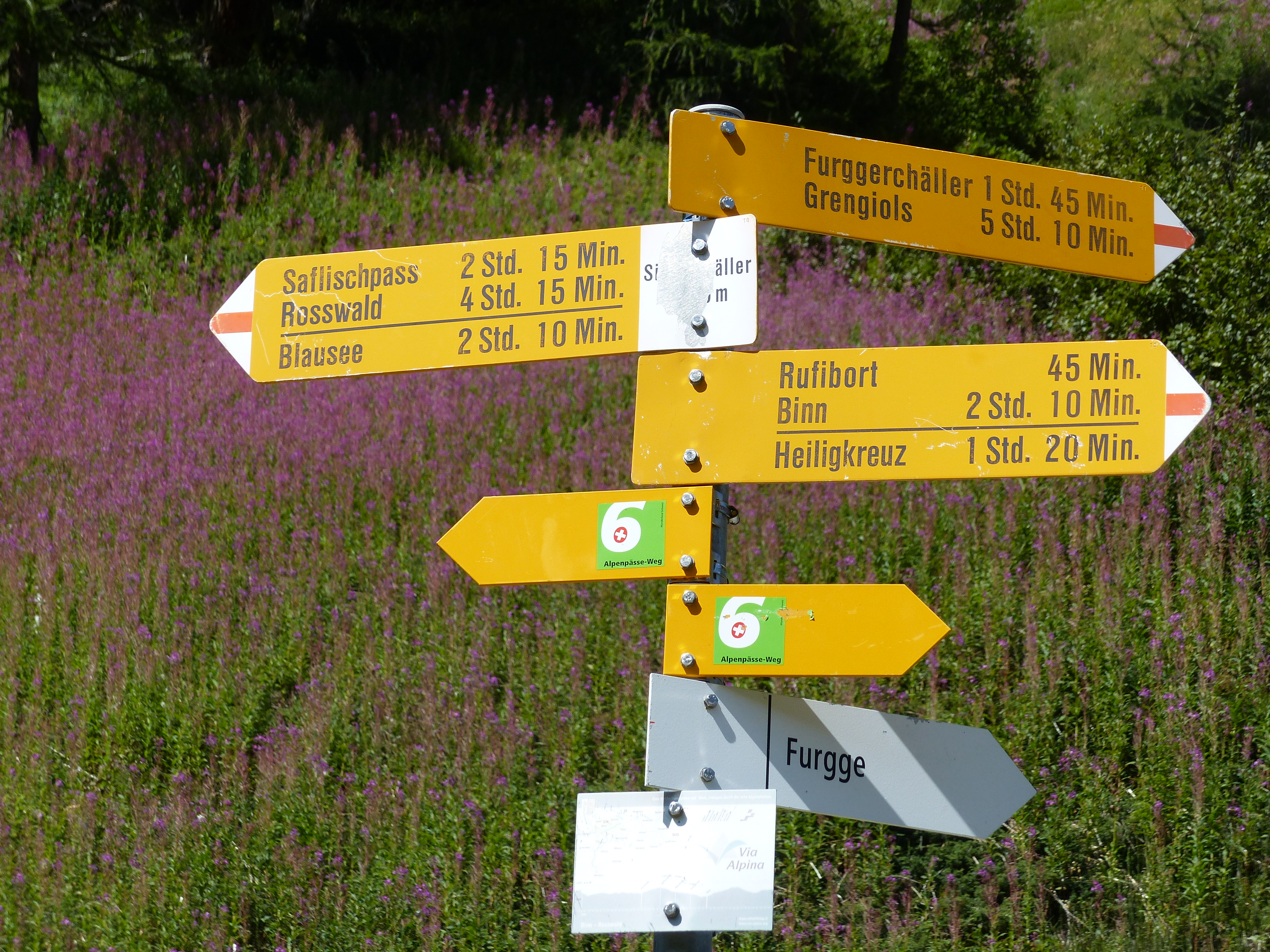

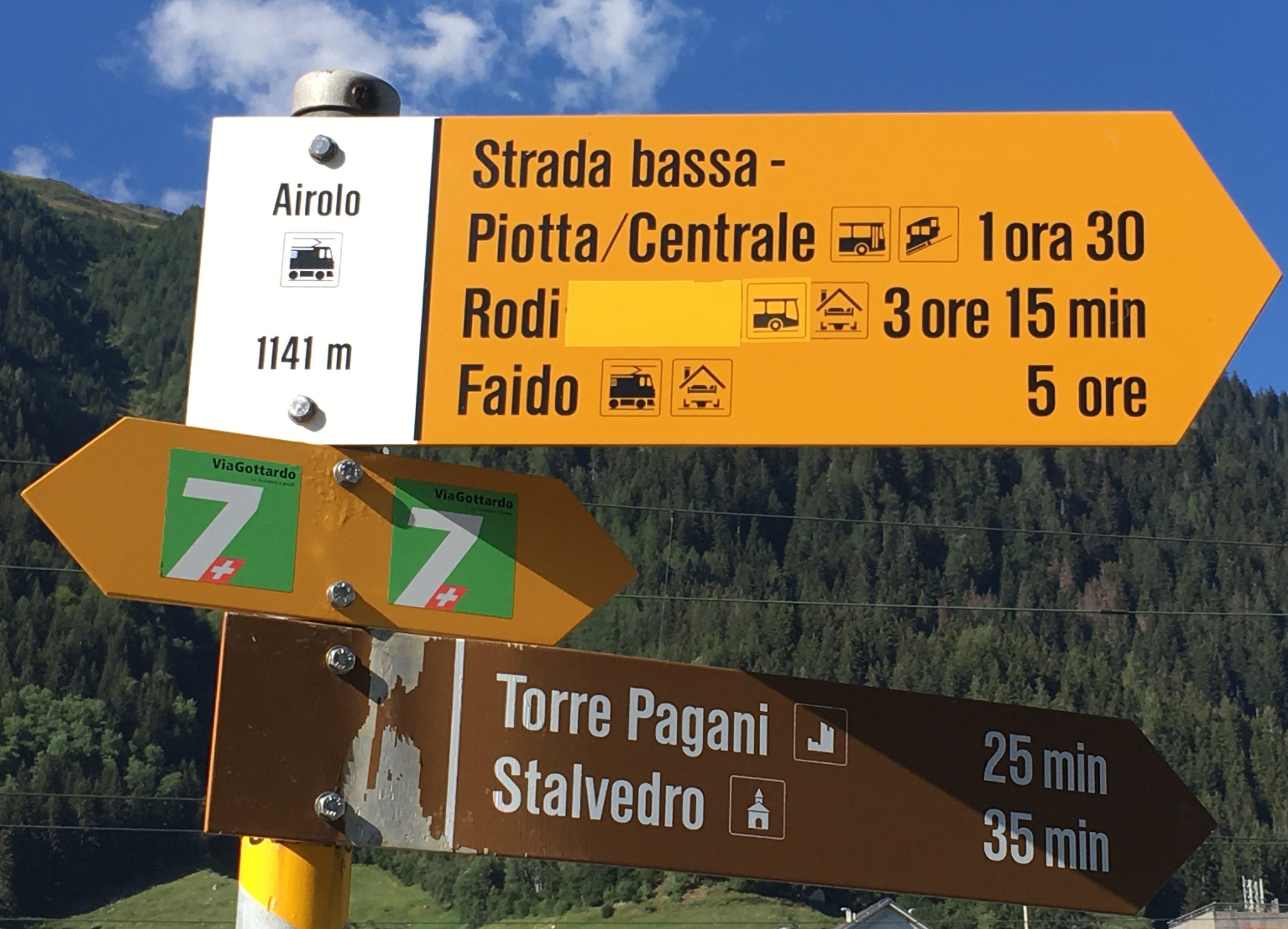

Sinds 2000 is in Zwitserland een wandelnetwerk opgezet, in het Duits onder de naam Wanderland Schweiz en in het Frans onder de naam La Suisse à pied en in het Italiaans La Svizzera a piedi. Wanderland Schweiz is onderdeel van SchweizMobil/SuisseMobile/SvizzeraMobile dat naast een wandelnetwerk ook netwerken heeft op het gebied van fietsen, mountainbike, skaten en kanoën. Verder is er een winters aanbod met winterwandelen, wandelen met sneeuwschoenen, sleeën en langlaufen.
Het wandelnetwerk van Wanderland Schweiz is onderverdeeld in nationale wandelroutes, regionale wandelroutes en lokale wandelroutes. Alle wandelroutes zijn bewegwijzerd.

## Nationale wandelroutes
De nationale wandelroutes doorkruisen als langeafstandswandelpad het land en zijn genummerd. Een landelijke wandelroute is te herkennen aan een lichtgroen bord met één cijfer. In totaal zijn er zeven landelijke routes, te weten:
- Nationale wandelroute 1 - Via Alpina: Vaduz-Montreux (390 km, 20 etappes)
- Nationale wandelroute 2 - Trans Swiss Trail: Porrentruy-Mendrisio (510 km, 32 etappes)
- Nationale wandelroute 3 - Alpenpanorama-Route, Frans: Chemin panorama alpin, Italiaans: Sentiero alpino panoramico: Rorschach-Genève (510 km, 29 etappes)
- Nationale wandelroute 4 - ViaJacobi: Rorschach-Genève (450 km, 33 etappes)
- Nationale wandelroute 5 - Jura-Höhenweg, Frans: Chemin des Crêtes du Jura, Italiaans: Sentiero in cresta del Giura: Dielsdorf-Nyon (320 km, 16 etappes)
- Nationale wandelroute 6 - Alpenpässe-Weg, Frans: Chemin des cols alpins, Italiaans: Sentiero dei passi alpini: Sankt Moritz-Sankt Gingolph (695 km, 43 etappes)
- Nationale wandelroute 7 - ViaGottardo: Bazel-Chiasso (330 km, 20 etappes)

## Regionale en lokale wandelroutes
De regionale en lokale wandelroutes zijn genummerd, lichtgroene bordjes met respectievelijk twee en drie cijfers. 